# Acolastus anthracinus
Acolastus anthracinus es un insecto coleóptero de la familia Chrysomelidae.
Fue descrita científicamente por primera vez en 1976 por Lopatin.